# Dauair

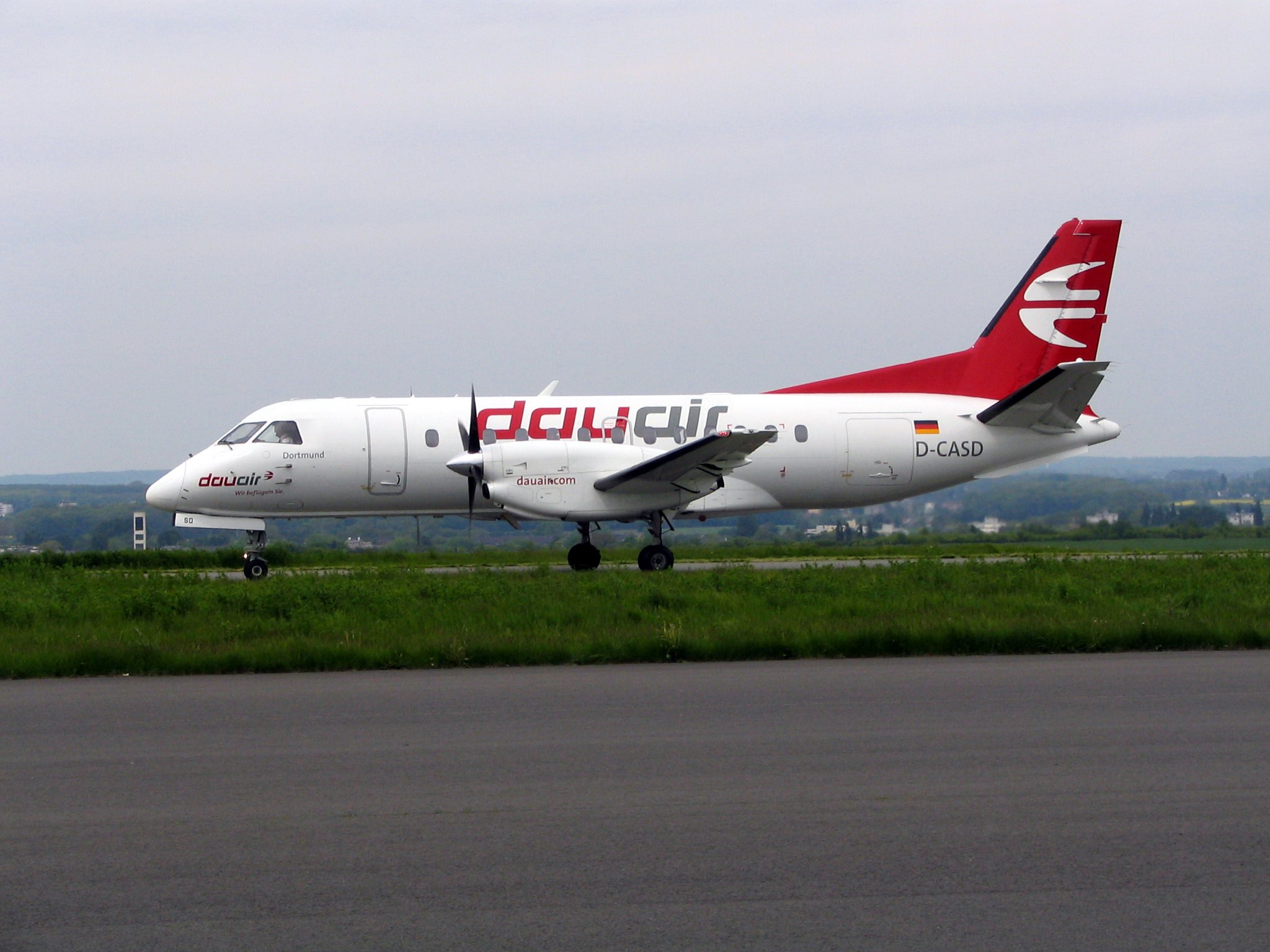
Een vliegtuig in de kleuren van Dauair.

Dauair was een luchtvaartmaatschappij met als thuishaven Lübeck in Duitsland. Zij leverde binnenlandse en buitenlandse diensten. Dauair was gestationeerd op de luchthaven Dortmund.
De luchtvaartmaatschappij werd in maart 2005 opgezet en begon op 18 april 2005 met het leveren van diensten. Haar eerste vliegtuig was één Saab 340. Zij begon met vluchten tussen Dortmund en Berlijn (Tempelhof), vluchten van Dortmund naar Poznań en vluchten van Berlijn Tempelhof naar Poznań. Op 5 september 2005 begon zij met de volgende diensten: van Dortmund naar Zürich, Berlijn Tempelhof naar Warschau en Hannover naar Poznań. Op 12 september begon zij met vluchten tussen Paderborn en Stuttgart, met gebruik van een Metroliner.
Op 16 augustus 2006 vroeg de maatschappij het faillissement aan en staakte alle vluchten.

## Luchtvloot
De luchtvloot van dauair bestond in oktober 2005 uit de volgende vliegtuigen:
- 3x Saab 340 (ex-Carpatair)
- 1x Metroliner